# Bertrange
Bertrange (luxemburguès Bartreng, alemany Bartringen) és una comuna i vila a l'est de Luxemburg, que forma part del cantó de Luxemburg.

## Població
| Nacionalitat   | Població | %      |
| -------------- | -------- | ------ |
| luxemburguesos | 3.076    | 55,79% |
| Forasters      | 2.438    | 44,21% |
| - portuguesos  | 466      | 8,45%  |
| - francesos    | 358      | 6,49%  |
| - italians     | 450      | 8,16%  |
| - belgues      | 257      | 4,66%  |
| - alemanys     | 146      | 2,65%  |
| - iugoslaus    | 105      | 1,90%  |
| - altres       | 656      | 11,90% |

## Evolució demogràfica
| Any        | Població |
| ---------- | -------- |
| 15/02/2001 | 5.514    |
| 01/01/2002 | 5.506    |
| 01/01/2003 | 5.484    |
| 01/01/2004 | 5.626    |
| 01/01/2005 | 5.724    |